# Peperomia riparia
Peperomia riparia är en pepparväxtart som beskrevs av Truman George Yuncker. Peperomia riparia ingår i släktet peperomior, och familjen pepparväxter. Inga underarter finns listade i Catalogue of Life.